# Pentilia insidiosa
Pentilia insidiosa är en skalbaggsart som beskrevs av Étienne Mulsant 1850. Pentilia insidiosa ingår i släktet Pentilia och familjen nyckelpigor. Inga underarter finns listade i Catalogue of Life.